# Balzhofen (Stiefenhofen)

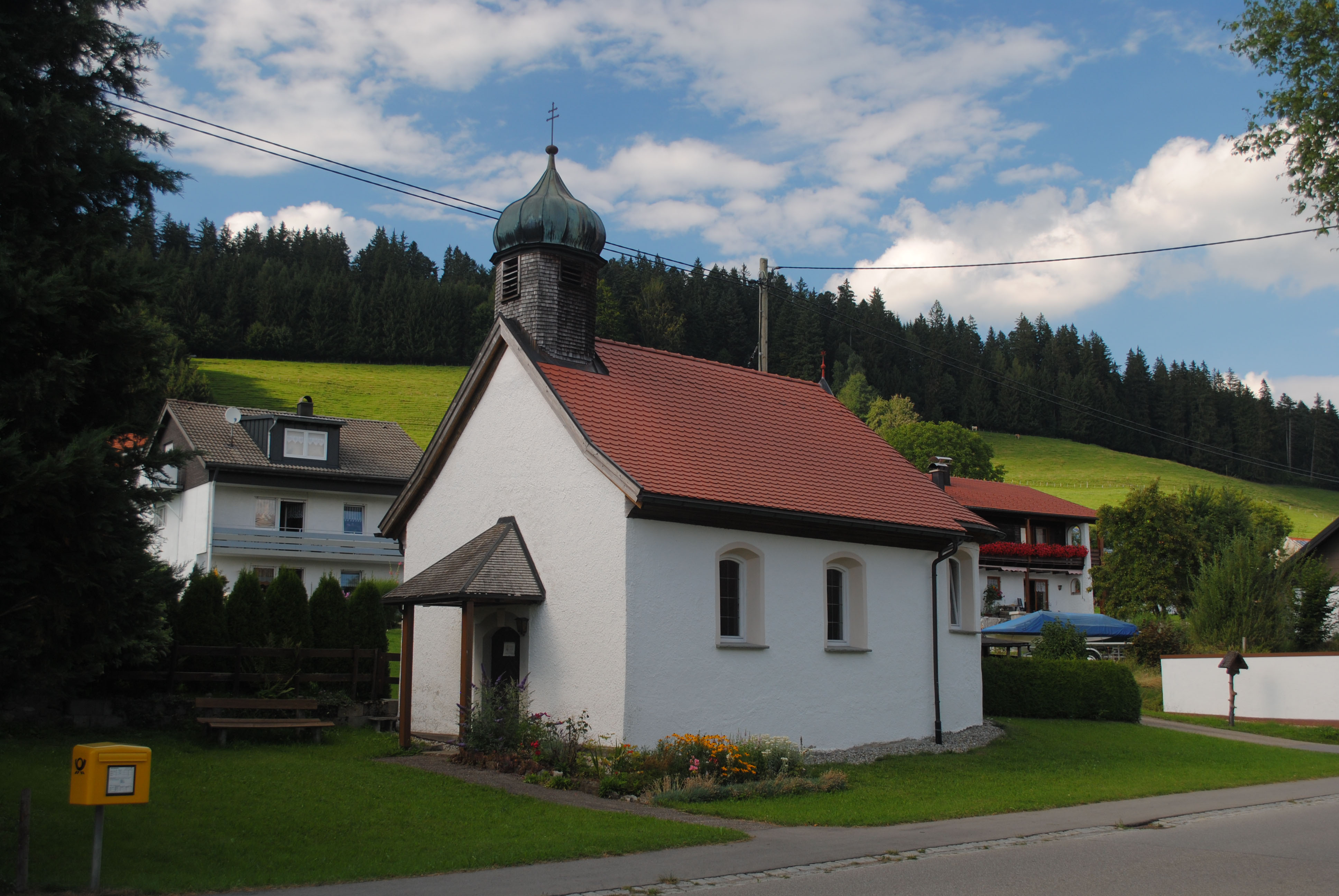
Kapelle St. Agatha und Sebastian in Balzhofen

Balzhofen (westallgäuerisch: Balzhofə) ist ein Gemeindeteil der bayerisch-schwäbischen Gemeinde Stiefenhofen im Landkreis Lindau (Bodensee).

## Geographie
Das Dorf befindet sich circa 2,5 Kilometer westlich des Hauptorts Stiefenhofen und zählt zur Region Westallgäu. Nördlich des Orts befindet sich der Balzerberg.

## Ortsname
Der Ortsname setzt sich aus dem Personennamen Baldin bzw. Baldwin sowie dem Grundwort -hofen zusammen und bedeutet Hof/Höfe des Baldin/Baldwin.

## Geschichte
Erstmals wurde Balzhofen im Jahre 883 urkundlich erwähnt. Im Jahr 1738 wurde die Kapelle St. Agatha und St. Sebastian erbaut. 1782 fand die Vereinödung in Balzhofen mit 20 Teilnehmern statt.

## Baudenkmäler
- Siehe: Liste der Baudenkmäler in Balzhofen